# Torben Piechnik
Torben Piechnik (født 21. maj 1963) er en tidligere dansk landsholdsspiller i fodbold. Hans bedste resultat som fodboldspiller er uden tvivl EM-guld i 1992. Han nåede i perioden 1991-1996 at spille 15 landskampe, dog uden at få scoret.

## Biografi
Som 16-årig fik Torben Piechnik sin debut for KB, hvor han spillede i otte år. De følgende år skiftede han klub med jævne mellemrum, og efter triumfen ved EM viste flere større klubber interesse for Piechnik og de øvrige spillere på EM-holdet. Piechnik endte i Liverpool FC, der på det tidspunkt havde været et af Europas allerstærkeste klubber i mange år. Desværre var de lidt på vej nedad, da Piechnik kom til klubben, og hans ophold blev ikke specielt heldigt, blandt andet pga. en langvarig skade. Piechnik blev senere valgt til Liverpool Echos Merseyside Lost 11, et udvalg af spillere, som avisen betegnede som de største fiaskoer i Liverpool og Evertons historie.
Han sluttede med at spille professionel fodbold med 5 år i AGF og har derefter arbejdet i transportbranchen, men uddannede sig også til fysiurgisk massør og er nu selvstændig i denne branche. Han har samtidig spillet sekundafodbold samt deltaget aktivt på det danske old boys-fodboldlandshold og på det såkaldte "Showstars"-hold.

## Fodboldkarriere
Torben Piechnik var forsvarsspiller.

### Klubhold
- KB (1979-1987 175 kampe)
- Ikast FS (1988-1989 65 kampe)
- B 1903 (1990-1992 90 kampe)
- FC København (1992 11 kampe)
- Liverpool FC (1992-1994 24 kampe)
- AGF (1994-1999 117 kampe)

I alt 494 kampe (heraf 25 Europa-cup kampe)

### Landshold
- 15 A-landsholdskampe
  - 5 sejre, 8 uafgjorte, 2 nederlag
  - Indskiftet 4 gange, udskiftet 1 gang
  - 3 gule kort
  - 0 mål

## Resultater
- Guld EM (1992 landsholdet)
- Sølv DM (1992 B 1903 og 1996 AGF)
- Bronze DM (1997 AGF)
- Guld pokalturneringen (1996 AGF)
- Sølv pokalturneringen (1984 KB, 1988 Ikast FS og 1992 B 1903)